# İnegöl Belediyespor ve Gençlik Kulübü
L'İnegöl Belediyespor ve Gençlik Kulübü è una società pallavolistica maschile turca, con sede a İnegöl: milita nel campionato turco di Voleybol 2. Ligi.

## Storia
Fondato nel 2009, l'İnegöl Belediyespor ve Gençlik Kulübü partecipa alla Voleybol 3. Ligi 2010-11, ottenendo una immediata promozione in Voleybol 2. Ligi: milita in serie cadetta per due annate, coronate con la promozione in massima serie, la Voleybol 1. Ligi, nel 2013; nella stessa annata della promozione il club partecipa inoltre per la prima volta alla Coppa di Turchia, uscendo di scena ai quarti di finale.
Il debutto nel massimo campionato turco avviene così nella stagione 2013-14, conclusa al decimo posto, ripetendo il medesimo risultato anche nella stagione successiva. Nel campionato 2015-16 si classifica per la prima volta ai play-off scudetto, terminando però in ottava e ultima posizione. 
Al termine dell'annata 2020-21 il club annuncia la decisione di abbandonare la pallavolo professionistica, cedendo pertanto i propri diritti di partecipazione alla Efeler Ligi all'appena retrocesso Bursa BB, ripartendo dalla seconda squadra impegnata in Voleybol 2. Ligi.

## Palmarès
- BVA Cup: 1

2017